# William Woolnoth
William Woolnoth (1780-1837) est un graveur britannique.

## Œuvres

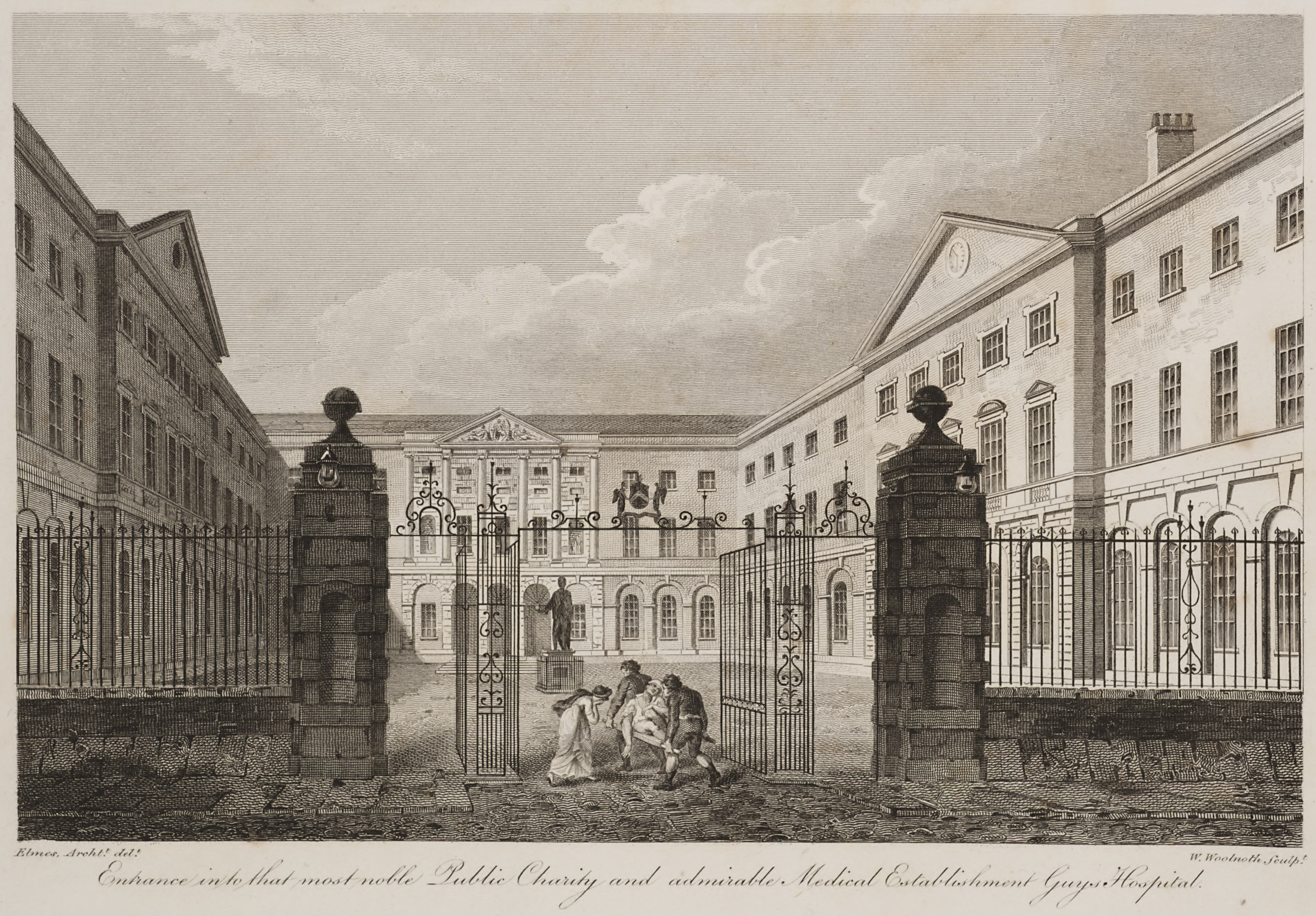
Estampe de William Woolnoth du Guy's Hospital d'après un dessin de James Elmes.

William Woolnoth fait partie des graveurs dont le travail figure dans le livre de Cadell & Davies (en), Britannia Depicta. Il réalise des gravures de reproduction au burin à partir d'œuvres d'artistes tels que Thomas Mann Baynes (en), Robert Blemmell Schnebbelie (en), Frederick Wilton Litchfield Stockdale (en) et Thomas Allom.
Il fait des estampes pour illustrer l'ouvrage de Edward William Brayley (en), The ancient castles of England and Wales. Il fait les gravures d'un livre paru en 1816 sur la cathédrale de Canterbury (A graphical illustration of the metropolitan cathedral church of Canterbury; accompanied by a history and description of that venerable fabric). Selon Oxford Reference, qui reprend le Bénézit, il a aussi travaillé en Espagne. Il a réalisé les estampes pour The Architecture of M. Vitruvius Pollio in Ten Books (De architectura), conservées au Metropolitan Museum of Art.

## Conservation
Les œuvres de William Woolnoth sont conservées au British Museum, aux Archives nationales du Royaume-Uni et au Metropolitan Museum of Art, à New York. Une gravure de Woolnoth appartient aussi à la Gott Collection de William Gott, un négociant en laine, et son fils John Gott (en) un vicaire de Leeds et évêque de Truro.